# Sinner (álbum)
Sinner é o álbum de estreia da banda Drowning Pool. Foi lançado em 5 de junho de 2001 pela Wind-up Records. É considerado o álbum mais popular da banda, sendo certificado como platina no mesmo ano em que foi lançado. Isso se deveu, pelo menos em parte, a música "Bodies", que continua sendo a música mais conhecida da banda. 
Este é o único álbum de estúdio da banda a apresentar o vocalista original Dave Williams. Durante a turnê de apoio ao Sinner, ele morreu em 14 de agosto de 2002, de cardiomiopatia hipertrófica.
O álbum estreou na posição 14 na parada Billboard 200. Drowning Pool lançou uma reedição do álbum chamada "Unlucky 13th Anniversary Edition" em 2014. O álbum foi colocado na posição 25 na lista da Metal Descent "Os 25 Melhores Álbuns de Metal Alternativo". Suas canções "Mute", "Told You So" e "Remembered" foram apresentadas em Dragon Ball Z: Cooler's Revenge.

## Faixas
| N.º            | Título         | Duração |  |
| 1.             | "Sinner"       | 2:27    |  |
| 2.             | "Bodies"       | 3:21    |  |
| 3.             | "Tear Away"    | 4:14    |  |
| 4.             | "All Over Me"  | 3:13    |  |
| 5.             | "Reminded"     | 3:24    |  |
| 6.             | "Pity"         | 2:52    |  |
| 7.             | "Mute"         | 3:19    |  |
| 8.             | "I Am"         | 3:49    |  |
| 9.             | "Follow"       | 3:20    |  |
| 10.            | "Told You So"  | 3:05    |  |
| 11.            | "Sermon"       | 4:19    |  |
| Duração total: | Duração total: | 37:30   |  |

| Críticas profissionais | Críticas profissionais |
| Avaliações da crítica  | Avaliações da crítica  |
| Fonte                  | Avaliação              |
| ---------------------- | ---------------------- |
| AllMusic               | [ 6 ]                  |
| Entertainment Weekly   | B+                     |
| Kerrang!               | [ 8 ]                  |
| Q                      | [ 9 ]                  |
| Rolling Stone          | [ 10 ]                 |

| Disco bônus da edição deluxe do Unlucky 13th Anniversary (todas as faixas são demos) |                   |         |  |
| N.º                                                                                  | Título            | Duração |  |
| 1.                                                                                   | "Sermon"          | 7:14    |  |
| 2.                                                                                   | "You Made Me"     | 4:02    |  |
| 3.                                                                                   | "Care Not"        | 8:33    |  |
| 4.                                                                                   | "Mask"            | 6:08    |  |
| 5.                                                                                   | "Soul"            | 6:15    |  |
| 6.                                                                                   | "Break You"       | 2:49    |  |
| 7.                                                                                   | "Less Than Zero"  | 4:33    |  |
| 8.                                                                                   | "Follow"          | 3:35    |  |
| 9.                                                                                   | "Told You So"     | 4:07    |  |
| 10.                                                                                  | "I Am"            | 4:01    |  |
| 11.                                                                                  | "Tear Away"       | 4:32    |  |
| 12.                                                                                  | "Bodies"          | 3:46    |  |
| 13.                                                                                  | "Heroes Sleeping" | 4:50    |  |

## Créditos
- Dave Williams – vocais
- C. J. Pierce – guitarra
- Stevie Benton – baixo
- Mike Luce – bateria

#### Produção
- Jay Baumgardner – produção, mixagem na NRG Studios, Hollywood, Califórnia
- James Murray – engenharia
- J.D. Andrew – engenheiro assistente
- Tom Baker – masterização na Precision Mastering, Hollywood, Califórnia
- Stig – técnico de guitarra
- Ross – técnico de guitarra na Drum Doctor